# Слотський (заказник)
Сло́тський  — гідрологічний заказник місцевого значення. Розташований поблизу села Стара Гутка Семенівського району Чернігівської області.

## Загальні відомості
Гідрологічний заказник місцевого значення «Слотський» створений рішенням Чернігівського облвиконкому від 27 грудня 1984 року № 454.
Заказник загальною площею 300 га і охоронною зоною 890 га розташований у Семенівському районі Чернігівської області на землях Старогутківської сільської ради.

## Завдання
- збереження в природному стані болотного масиву в заплаві р. Слот, що має важливе водоохоронне значення.
- охорона умов відтворення, відновлення чисельності рідкісних рослин та тварин;